# Meyer Prinstein
Meyer Prinstein, nato Mejer Prinsztejn (Szczuczyn, 22 dicembre 1878 – New York, 10 marzo 1925), è stato un lunghista, triplista e velocista statunitense, vincitore di tre medaglie d'oro olimpiche, di cui una ai Giochi di Parigi 1900 nel salto triplo e due ai Giochi di Saint Louis 1904 nel salto in lungo e nel salto triplo.

## Biografia
Nato in Polonia, a 5 anni emigrò con i genitori a New York. Studiò all'Università di Syracuse, dove si laureò in legge e fu il capitano della squadra di atletica leggera.
Prinstein stabilì il record mondiale del salto in lungo con 7,235 m (23' 8⅞") a New York l'11 giugno 1898. Il record fu battuto prima dall'irlandese William Newburn il 18 giugno 1898 e poi da Alvin Kraenzlein il 26 maggio 1899. Il 28 aprile 1900 Prinstein si riprese il primato con 7,50 m (24' 7¼”) a Filadelfia. Quattro mesi dopo, il 29 agosto 1900, fu superato dall'irlandese Peter O'Connor.
Prinstein vinse la medaglia d'argento nel lungo ai Giochi olimpici di Parigi 1900, perdendo con Alvin Kraenzlein dopo che la Syracuse gli negò il permesso di competere in finale perché si disputava di domenica (nonostante Prinstein fosse ebreo e Kraenzlein, che era cristiano, partecipò). Il giorno successivo nel triplo vinse l'oro battendo il campione in carica James Connolly. Ai Giochi olimpici di Saint Louis 1904 fece l'accoppiata lungo-triplo ed è tuttora l'unico atleta ad essere riuscito nell'impresa. Fu poi 5º nei 60 e nei 400 m piani.
Ai Giochi olimpici intermedi del 1906, organizzati per festeggiare il decennale della prima edizione delle Olimpiadi moderne, vinse il lungo battendo Peter O'Connor. L'unico giudice della competizione fu Matthew Halpin, dirigente della squadra statunitense. O'Connor protestò ma il suo ricorso fu respinto; la protesta però continuò per tutta la competizione.
Prinstein si ritirò poco dopo e visse a Jamaica, Queens, divenendo avvocato prima ed imprenditore poi. Morì il 10 marzo 1925 per un disturbo al cuore al Mount Sinai Hospital di New York. Nel 1982 Prinstein fu introdotto nella International Jewish Sports Hall of Fame.

## Palmarès
| Anno | Manifestazione            | Sede        | Evento         | Risultato | Prestazione | Note            |
| ---- | ------------------------- | ----------- | -------------- | --------- | ----------- | --------------- |
| 1900 | Giochi olimpici           | Parigi      | Salto in lungo | Argento   | 7,175 m     |                 |
| 1900 | Giochi olimpici           | Parigi      | Salto triplo   | Oro       | 14,47 m     | Record olimpico |
| 1904 | Giochi olimpici           | Saint Louis | 60 m piani     | 5º        | n/d         |                 |
| 1904 | Giochi olimpici           | Saint Louis | 100 m piani    | Batteria  | n/d         |                 |
| 1904 | Giochi olimpici           | Saint Louis | 400 m piani    | 5º        | n/d         |                 |
| 1904 | Giochi olimpici           | Saint Louis | Salto in lungo | Oro       | 7,34 m      | Record olimpico |
| 1904 | Giochi olimpici           | Saint Louis | Salto triplo   | Oro       | 14,35 m     |                 |
| 1906 | Giochi olimpici intermedi | Atene       | 100 m piani    | Batteria  | n/d         |                 |
| 1906 | Giochi olimpici intermedi | Atene       | Salto in lungo | Oro       | 7,20 m      |                 |
| 1906 | Giochi olimpici intermedi | Atene       | Salto triplo   | 11º       | 12,27 m     |                 |